# Rozsnyai Dávid
Rozsnyai Dávid, névvariánsai: Rozsnyay Dávid,  Rosnyai Dávid (Marosvásárhely, 1641 – Fogaras, 1718. március 4.), erdélyi diplomata, történetíró, török tolmács, a barokk próza egyik képviselője.

## Élete
Az Erdélyi Fejedelemség történetének legismertebb török deákja. Valószínűleg nemesi családból származott. Neveltetéséről konkrét adataink nincsenek, de kiváló latin műveltsége miatt egyértelmű, hogy valamelyik erdélyi kollégiumot látogatta. 1663-ban udvari szolgálatot keresett és elfogadta támogatóinak a török deákság vállalására vonatkozó ajánlatát. Szolgálatát azonban, a török deákok nagy részétől eltérő módon, nem a Portán kezdte, hanem az 1663-64-es években magyarországi hadjáraton részt vevő Köprülü Ahmed nagyvezír táborában, Panayoti főtolmács mellett, Eszéken és Belgrádban. 1665-ben jutott el először Isztambulba, és még ugyanabban az évben visszatért Erdélybe.
Életének következő szakaszát a különféle diplomáciai megbízatások jellemzik: tolmácsként számos erdélyi követet kísért el Drinápolyba, Isztambulba, az oszmán sereg által ostromlott Kandia várához Ciprus szigetén, sőt 1672-ben Lengyelországba is, ahol az oszmán-lengyel háborúban az Erdélyből Apafi fejedelem által a frontra küldött, élelmiszert kísérő küldöttségbe osztották be.
Karrierjét a Béldi Pál-féle összeesküvés törte kis híján derékba. Nem tudjuk pontosan, milyen indokkal, de valószínűleg ennek kapcsán zárták 1678-ban a görgényi várba, ahonnan csak 1681 februárjában kezdhetett "újra kijárni". Nem sokkal később újra szolgálatba állt: az 1680-as évekből még rendszeresen találunk általa fordított török okleveleket. I. Apafi Mihály után annak fia, II. Apafi Mihály is alkalmazta, sőt, 1705-ben II. Rákóczi Ferencnek is felajánlotta szolgálatait. 1718-ban halt meg, túlélve a fejedelemség önállóságának megszűnését, így a hagyatékának nagy részét kiadó Szilágyi Sándortól joggal kapta meg "az utolsó török deák" titulust.

## Családja
Két fia ismert, András és Sámuel (utóbbi maga is megtanult törökül), illetve volt egy ismeretlen nevű lánya is.

## Birtokai
Rozsnyai, meglehetősen aktív közéleti szerepvállalása mellett igen buzgó gazdálkodó is volt. Ismert birtokai, illetőleg birtokrészei Marosvásárhelyt, Nyárádtőn, Nyárádremetén, Jedden, Marosjárán, Magyarherepén és Rusoron voltak. Utóbbi kettőről azt is tudjuk, hogy ezeket szolgálatai jutalmául szerezte. Szamosújvárott is rendelkezett néhány jobbággyal.

## Művei
- Történt dolgok I. Ferdinándtól I. Leopoldig

A munka tulajdonképpen forrásgyűjtemény, a Rozsnyai diplomáciai szolgálata alatt gyűjtött, különböző témájú és nyelvű dokumentumok fordításait tartalmazza.
- Napló- és önéletírás-töredékek

Nemcsak Rozsnyai életének és karrierjének, de az 1660 utáni Erdély portai politikájának is fontos dokumentumai.
- Horologium Turcicum et speculum continuum de rebus in orbe externis et internis

Az indiai Pancsatantra mesegyűjtemény Ali Cselebi által készített török verziójának fordítása-átdolgozása. Az irodalomtörténet berkeiben vita folyt, vajon a még a korabeli szövegek általános állapotához képest is számottevő latin betét a szövegben szándékos-e: a tézis támogatói szerint Rozsnyai az oszmán török eredetiben elhelyezett számos perzsa szövegrész esztétikai hatását akarta így imitálni.

## Műveinek kiadása
- Rozsnyay Dávid, az utolsó török deák, történeti maradványai. Összeszedte s jegyzetekkel és oklevéltárral kísérve kiadta Szilágyi Sándor, Pest, 1867 (Monumenta Hungariae Historica. Magyar történelmi Emlékek. II. osztály. Írók VIII. kötet.) A következő műveket tartalmazza: I. Történeti dolgok I. Ferdinandtól I. Leopoldig; II. Napló 1660–1670; III. Önéletrajz 1663. és 1699–1673-ról; IV. Apafi Mihály Érsekujvár alá menetele 1663; V. Szolgálatok lajstroma. Töredék 1667-ki novemberről; VI. Folyamodványa a Regia Deputatióhoz 1712; VII. Napló 1705-ről. Függelékül: Rozsnyaira vonatkozó vagy az ő munkáit kiegészítő oklevelek.  Archiválva 2007. augusztus 13-i dátummal a Wayback Machine-ben
- Rosnyai Dávid: Horologium Turcicum. Kiad. Dézsi Lajos. Budapest: Magyar Tudományos Akadémia, 1926 (Régi magyar könyvtár, 38.)
- Haldokló Erdély. 1662–1703. Cserei Mihály, Rozsnyai Dávid, Bethlen Miklós, Kornis Gáspár, Inczédi Pál és Misztótfalusi Kis Miklós írásaiból; bev. Makkai Sándor; Franklin, Bp., 1942 (Erdély öröksége)
- Rozsnyai Dávid, Koháry István, Petrőczy Kata Szidónia és Kőszeghy Pál versei; sajtó alá rend. Komlovszki Tibor, S. Sárdi Margit; Balassi, Bp., 2000 (Régi magyar költők tára, XVII. század)

## Szakirodalom
- Perényi József: Rozsnyai Dávid. Kolozsvár: Erdélyi Híradó, 1895
- Elekes Mihály: Rozsnyai Dávid élete és művei. Szeged: Traub, 1905
- Bittenbinder Miklós: A Humájun Namê első magyar származéka. Rozsnyai Dávid „Horologium Turcicum”-a. Magyar irodalomtörténeti tanulmány. Budapest: Jókai, 1908
- Molnár István: Rozsnyai Dávid török deák. Budapest: Stephaneum, 1909 (Művelődéstörténeti értekezések, 33.)
- Bittenbinder Miklós: Adatok Rozsnyai Dávid életéhez. Irodalomtörténeti Közlemények 20. (1910) p. 338–348.
- Simonfi János: Rosnyay Dávid naptári följegyzései. Erdélyi Múzeum 9. (1914) p. 108–126.
- Kármán Gábor: Az erdélyi török deákok: Kora újkori értelmiségiek állami szolgálatban. Sic Itur ad Astra 18 (2006) Nr. 1-2. p. 155-182.
- Szinnyei József: Magyar írók élete és munkái XI. (Popeszku–Rybay). Budapest: Hornyánszky. 1906.